# Административное деление Азербайджанской ССР на 1 января 1926 года

## Азербайджанская ССР. 1 января 1926 года
Делилась на уезды и участки
- общее число уездов — 15
- общее число участков — 131
- центр ССР — город Баку
- Нахичеванская АССР (12 участков)
- Нагорного Карабаха автономная область (центр — г. Степанакерт, 5 участков)
- список уездов:

1. Агдамский
2. Агдашский
3. Бакинский
4. Ганджинский
5. Геокчайский
6. Джебраильский
7. Закатальский
8. Казахский
9. Кубинский
10. Курдистанский (центр — Абдахляр)
11. Ленкоранский
12. Нухинский
13. Сальянский
14. Шамхорский
15. Шемахинский